# Плевна (Ботошани)
Плевна (рум. Plevna) насеље је у Румунији у округу Ботошани у општини Сухарау. Oпштина се налази на надморској висини од 187 m.

## Становништво
Према подацима из 2002. године у насељу је живело 211 становника, од којих су сви румунске националности.